# Nello Musumeci
Pour les articles homonymes, voir Musumeci.
Sebastiano « Nello » Musumeci, né le 21 janvier 1955 à Militello in Val di Catania, est un homme politique italien.
Membre du Mouvement social italien – Droite nationale puis chef de file du mouvement Diventerà Bellissima, il est député européen et président de la province de Catane. Il est élu, le 5 novembre 2017, président de la Région sicilienne, avec près de 39.9 % des voix, à la tête d'une alliance de droite et d'extrême droite.
Il démissionne le 4 août 2022, quelques semaines avant la fin de la législature sans se représenter aux élections régionales mais est élu sénateur sous l'étiquette de Frères d'Italie en septembre suivant. Il est ministre pour la Mer et le Sud dans le Gouvernement Meloni à partir du 22 octobre 2022, puis ministre pour la Protection civile et les Politiques maritimes depuis le 10 novembre.

## Biographie

### Membre du MSI et de l'Alliance nationale
Sebastiano Musumeci entre à l'âge de quinze ans dans les rangs de la Jeune Italie, l'organisation de jeunesse du Mouvement social italien (MSI, néo-fasciste). Il est élu à 20 ans, conseiller municipal de sa ville natale, puis dans les communes de Gravina di Catania et de Castel di Judica. À 32 ans, il est secrétaire provincial du MSI de Catane. Ce long engagement à droite lui vaut le surnom de « fasciste gentleman » ou de « fasciste comme il faut ».
Entre-temps, il suit des études en Sciences de la communication et travaille dans le secteur bancaire et comme journaliste indépendant.
Il devient président de la province de Catane avec la seule liste MSI-Droite nationale en 1994, premier président de province en Sicile à être élu au scrutin direct. Il est réélu en 1998, dès le 1er tour, avec plus de 310 000 voix de préférences. Il reste en charge jusqu'à la fin de son second mandat en mai 2003. En 2001, en réponse à l'éruption de l'Etna, il est nommé commissaire par le gouvernement italien pour gérer l'urgence et la reconstruction des infrastructures détruites par le volcan.
Il adhère à l'Alliance nationale dont il devient coordinateur régional pour la Sicile entre 2002 et 2004. Il quitte l'AN en septembre 2005, en conflit avec Gianfranco Fini, et fonde l'Alliance sicilienne. En juillet 2007, il fait partie des fondateurs de la Droite auquel adhère l'Alliance sicilienne.
Député au Parlement européen pendant trois législatures entre 1994 et 2012, pour la liste AN, dans la circonscription « îles », il obtient 116 732 voix de préférence, devenant le député AN le mieux élu après Gianfranco Fini, Gianni Alemanno et Maurizio Gasparri.
Il se présente à la présidence de la région Sicile, à la tête de l'Alliance sicilienne, en 2006, pour protester contre la candidature de Salvatore Cuffaro mais il n'obtient que 5,3 % contre 53,1 % à la droite et 41,6 % à la candidate de gauche Rita Borsellino. Lors des élections municipales à Catane, en 2008, il obtient plus de 25 % des voix, en dépassant en nombre de préférence le candidat du centre-gauche et obtenant presque le ballotage avec Raffaele Stancanelli, élu maire au premier tour. Il n'en demeure pas moins qu'il est le conseiller municipal le mieux élu de la ville avec plus de 4 000 voix de préférence, suivi par Enzo Bianco du centre-gauche.

### Membre du gouvernement Berlusconi IV
Silvio Berlusconi lui propose de participer, comme secrétaire d'État, à un gouvernement renforcé dont la Droite ferait également partie, le 3 février 2011. Il devient alors brièvement sous-secrétaire d'État au Travail.
Le 28 octobre 2012, il représente le Peuple de la liberté lors des élections anticipées de l'Assemblée régionale sicilienne, en recueillant 25 % des voix derrière le vainqueur Rosario Crocetta du centre-gauche. Il est élu à l'unanimité, président de la Commission parlementaire régionale anti-mafia, combat qui lui vaut une garde rapprochée contre les menaces mafieuses.

### Président de la Région sicilienne
En 2015, il fonde le mouvement Diventerà Bellissima ([Elle] « deviendra belle »), d'après une citation du juge antimafia Paolo Borsellino.
Il est de nouveau candidat lors des élections régionales siciliennes, pour devenir président de la région Sicile le 5 novembre 2017, avec l'appui de Forza Italia, de Diventerà Dellissima et des autres partis de droite. Cette coalition arrive en tête avec près de 39,9% des suffrages exprimés et remporte de justesse la majorité absolue des sièges (36 sur 70). Reconnaissable à sa barbiche, il en fait un élément de communication de son positionnement antimafia (la barbiche se dit pizzo en italien, comme le racket mafieux). Mais, critiqué pour la présence de plusieurs personnalités « imprésentables » car suspectées ou condamnées pour corruption ou proximité mafieuse, il répond que « On fait le pain avec la farine que l'on a chez soi », et sous-entend qu'il n’effectuera qu’un mandat, pouvant ainsi résister aux pressions alliées.
Sa junte compte douze assesseurs et entre en fonction le 29 novembre 2017.
À travers la loi régionale 7/2019, il tente de réduire le poids administratif de la région sans pouvoir toucher aux effectifs surdimensionnés. La transformation des provinces en villes métropolitaines et en libres consortiums municipaux n'aboutit pas à des collectivités capables d'assumer leurs compétences, comme l'entretien des écoles et des routes, à cause d'une réforme régionale mal conçue et d'un désengagement financier de l'État tandis que l'élection directe des présidents de ces nouvelles collectivités a été annulée par la Cour constitutionnelle.
Il dénonce en août 2020 la présence de migrants en Sicile, affirmant que ceux-ci propagent le coronavirus dans la région. Il décide de fermer les centres d’accueil pour les réfugiés et le transfert de ces derniers vers le continent : « La Sicile ne peut être envahie, pendant que l’Europe détourne les yeux et que le gouvernement ne met pas en place un plan visant à repousser les étrangers ». Sa gestion de la  crise du Covid-19 sur l'île, jugée laxiste, est mise en cause par le Parti démocrate et le Mouvement 5 étoiles. L'enquête sur la falsification des données de contaminations contraint à la démission son très proche assesseur à la Santé, Ruggero Razza, qu'il renomme deux mois plus tard.
Cofondateur de l'Institut sicilien d'études politiques et économiques (ISSPE), président de la Commission Interméditerranéenne de la Conférence des régions périphériques maritimes d’Europe depuis 2020, il publie plusieurs essais sur l'histoire contemporaine.
Progressivement, l'alliance de la droite et du centre droit autour de lui s'effrite, le président de l'Assemblée régionale et coordinateur sicilien de Forza Italia Gianfranco Miccichè entre en conflit ouvert avec lui. On lui reproche notamment, y compris dans son camp, son immobilisme et de faibles résultats. Au lendemain du rejet par les députés régionaux d'un amendement budgétaire gouvernemental, il annonce sa démission qui ouvre la voie à des élections régionales anticipées, concomitantes avec les élections générales italiennes. Quoiqu'il nie des raisons politiques à cette décision, elle permet en se calant sur la date du scrutin national, d'espérer de tirer profit du succès attendu de Frères d'Italie qui le soutient alors que les autres partis de la coalition régionale imaginent d'autres candidats pour lui succéder. Il renonce finalement à se représenter, en raison notamment de l'hostilité de Miccichè dans le cadre des négociations de la coalition de centre droit sur l'île.
Il est le premier président de la Région sicilienne a ne pas avoir été inquiété par la justice en 30 ans.

### Ministre du gouvernement Meloni
Candidat lors des élections parlementaires de septembre 2022 sur la liste de Frères d'Italie qu'il a rejoint en juin 2022, il est élu au Sénat puis, le 22 octobre 2022, il devient ministre pour la Mer et le Sud dans le gouvernement de Giorgia Meloni.
Sa nomination, avec celles d'Ignazio La Russa à la présidence du Sénat et d'Adolfo Urso au Développement économique, marquent le poids important de la Sicile dans le gouvernement Meloni et dans le projet politique des Frères d'Italie,.
En détenant ce portefeuille très convoité (appelé ministre du Mezzogiorno puis du Sud depuis sa création en 1964), vu comme une probable compensation pour avoir accepté de démissionner et de ne pas se représenter à la présidence de la Région sicilenne, il devient l'un des ministres les plus puissants du gouvernement, chargé de gérer les 100 milliards des fonds du Plan national de relance et de résilience (PNRR) et du fonds pour le développement et la cohésion (FSC). Ses attributions pourraient se chevaucher et affaiblir celles du ministère des Infrastructures dirigé par Matteo Salvini, notamment pour la tutelle des gardes-côtes et des infrastructures portuaires, mais surtout celles de Raffaele Fitto, chargé des politiques de cohésion et du PNRR. Aussi, dès le 10 novembre le Sud revient au ministre des Affaires européennes, Musumeci perd la délégation du Sud au profit de Fitto, et devient ministre de la Protection civile et des Politiques maritimes.